# Mimica facciale

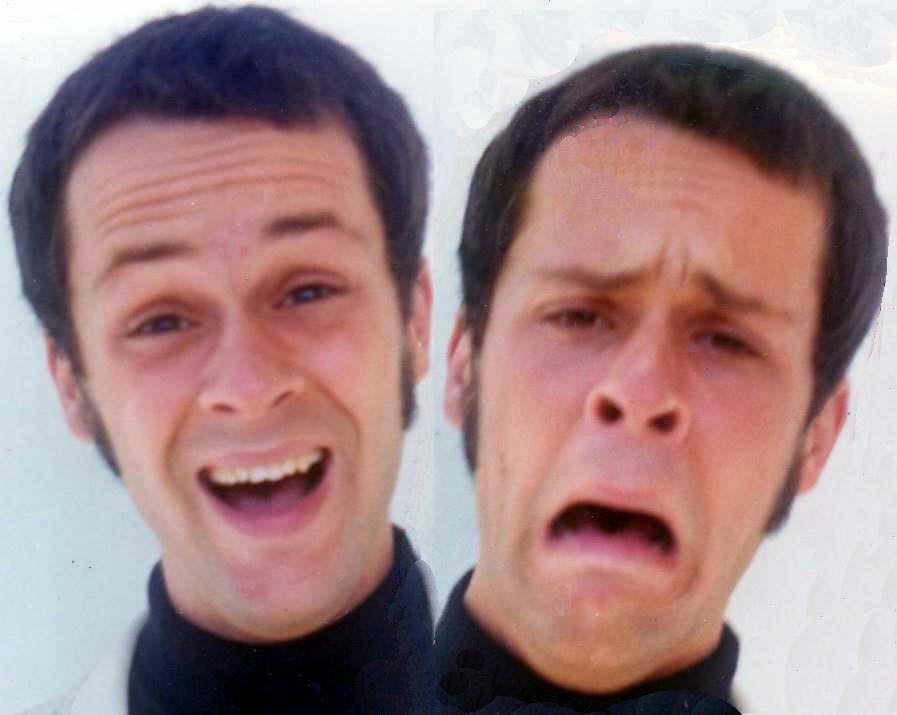
Un attore che interpreta la mimica facciale di gioia e tristezza

La mimica facciale è una parte della cinesica che riguarda il modo in cui si altera il volto delle persone. Gli esseri umani lasciano trasparire anche in questo modo il loro pensiero e le loro emozioni, in quanto la mimica facciale è difficile da controllare spontaneamente. 
La mimica facciale è importante sia a livello personale sia a livello sociale in quanto il cervello ha aree deputate all'immediata interpretazione emotiva dei visi; ad esempio, nel caso della paura, essa permette di avvisare di un pericolo i membri di una stessa specie, insieme ai richiami, ai gesti e agli avvisi.

## Storia della ricerca scientifica
Un primo testo scientifico sulle espressioni emozionali del volto è il libro del neurologo francese Guillaume-Benjamin-Amand Duchenne de Boulogne, Mécanisme de la physionomie humaine, ou Analyse électro-physiologique de l'expression des passions applicable à la pratique des arts plastiques scritto nel 1862. Egli utilizza il metodo di applicare stimoli elettrici alla muscolatura del volto per verificarne il movimento muscolare e così le varie espressioni emozionali del volto. Ancora oggi, in onore dello studioso francese, il sorriso emozionale, cioè autentico, nel campo della mimica facciale viene definito come sorriso Duchenne

## Universalità della mimica facciale
Il tema dell'universalità della mimica facciale è stato da sempre fonte di discussione. Darwin sosteneva che la mimica delle espressioni non fosse acquisita tramite la cultura del proprio popolo, ma che valesse per tutti i popoli del mondo. Molti studiosi si opposero radicalmente a questa tesi, ma di recente la ricerca scientifica ha verificato che in effetti la tesi era in parte corretta, ovvero la mimica facciale di alcune emozioni (felicità, rabbia, tristezza, sorpresa, disgusto, paura) è effettivamente universale, anche se cambiano le situazioni nelle quali le emozioni si manifestano. A tal proposito sono stati fatti, dallo psicologo Paul Ekman, tre esperimenti:
- Primo esperimento: studenti universitari degli Stati Uniti e del Giappone;
- Secondo esperimento: osservatori di cinque diversi paesi (Stati Uniti, Giappone, Cile, Argentina e Brasile);
- Terzo esperimento: studio della mimica facciale negli altopiani sudorientali della Nuova Guinea.

Nel primo esperimento, sono stati presentati dei filmati a studenti universitari degli Stati Uniti e del Giappone. In una prima fase dell'esperimento, i filmati sono stati visti in solitario, mentre in una seconda fase sono stati visti con la presenza di un assistente, per verificare se gli studenti reagissero differentemente con la vicinanza di una persona estranea. Ne è risultato che quando il filmato è stato visto in solitario, la mimica usata dagli studenti degli Stati Uniti e da quelli del Giappone era identica; le cose però sono cambiate nella seconda fase dell'esperimento, poiché gli studenti del Giappone in presenza di un assistente hanno occultato la loro mimica facciale, cercando di nascondere le loro sensazioni e le loro espressioni. Da questo Ekman deduce che ciò che c'è di universale nelle espressioni è il modo in cui vengono usate nei volti, e non in quali situazioni se ne faccia uso (uso involontario).

Il secondo esperimento consisteva nel mostrare (in cinque diversi Paesi) fotografie di volti che rappresentavano le sei emozioni primarie, e nell'associare a ogni fotografia un'emozione primaria. I risultati hanno confermato la tesi dell'universalità di Darwin, poiché gli osservatori di diversi paesi riconoscevano nelle fotografie le stesse emozioni primarie. Tuttavia gli osservatori analizzati avevano delle esperienze visive in comune, quelle derivanti dai mass media. In altre parole, gli osservatori potevano avere diverse espressioni per esprimere, ad esempio, la rabbia, ma aver visto la rabbia in televisione poteva far riconoscere loro l'espressione.

Questo ragionamento portò Ekman a un terzo esperimento, nel quale decise di analizzare popoli che non avevano avuto contatti con i mass media e che avevano avuto scarsissimi contatti col mondo esterno; trovò questi popoli negli altopiani orientali della Nuova Guinea. Durante il terzo esperimento, poiché questi popoli non erano abituati a test psicologici, si è proceduto in maniera differente rispetto agli altri esperimenti: infatti nei precedenti esperimenti sono state mostrate fotografie e a esse si è chiesto di associare parole di un'espressione. Nell'esperimento in Nuova Guinea, invece, sono state raccontate delle storielle, ad esempio "tuo figlio è morto" e a ogni storiella i soggetti indicavano una delle espressioni mostrate in fotografia. Le espressioni delle emozioni sono state riconosciute quasi del tutto, con l'eccezione della paura e dello stupore. Questo però dimostra l'universalità della mimica facciale, poiché il non riconoscere la paura e lo stupore era dovuto al fatto che le culture reagiscono in modo diverso alle stesse situazioni. In altre parole ciò che può far spaventare una cultura potrebbe non spaventare un'altra.

## La mimica facciale nelle emozioni
La mimica facciale viene studiata in relazione alle sei emozioni primarie (sorpresa, paura, disgusto, rabbia, felicità, tristezza; così etichettate da Ekman), ovvero quelle emozioni da cui poi derivano le emozioni secondarie. Esse a volte presentano dei tratti in comune nella mimica facciale, altre volte invece sono completamente diverse.

### La mimica nella sorpresa
La sorpresa è l'emozione più breve ed è un'emozione la cui mimica facciale si manifesta improvvisamente nel volto. Nella mimica della sorpresa sono coinvolte tutte le parti in cui viene suddiviso il volto: le sopracciglia, la fronte, gli occhi e la bocca.
Le sopracciglia appaiono incurvate e rialzate, la pelle sotto il sopracciglio è stirata e più visibile. Il sollevarsi delle sopracciglia produce lunghe rughe orizzontali nella fronte, anche se non in tutti i casi: nei bambini ad esempio non ve ne è traccia, mentre in alcuni anziani ve ne è sempre traccia. In quest'ultimo caso, nella situazione di espressione di sorpresa, le rughe diventano più evidenti. Di solito l'espressione di sorpresa compare, oltre che con le sopracciglia, con occhi sgranati e mascella inferiore caduta. Quando non compare insieme a questi ultimi due segni indica un'emozione diversa legata sempre alla sorpresa. Se ad esempio si mantengono sollevate le sopracciglia a lungo si avrà un'espressione di incredulità piuttosto che di sorpresa; se mentre si realizza un'espressione di sorpresa si muove la testa all'indietro o di lato allora quella è un'espressione usata per dire "no" o "andiamo", o se ancora le sopracciglia esprimono sorpresa e la parte inferiore del viso esprime disgusto, allora l'espressione totale rappresenterà un marcato scetticismo. Se il movimento della fronte e delle sopracciglia si blocca per un po', l'emozione di sorpresa assume altri significati: portare la testa all'indietro mentre si congela il movimento della fronte e delle sopracciglia equivale a un saluto; il sollevamento rapido delle sopracciglia può essere usato per mettere in risalto una parola che si sta pronunciando in quel momento.
Gli occhi, invece, si presentano spalancati, con la palpebra inferiore rilassata e la palpebra superiore sollevata. Bisogna notare che nell'emozione di sorpresa si scopre la sclerotica, ovvero la parte bianca dell'occhio sopra l'iride (la parte colorata dell'occhio). Si potrebbe scoprire anche la parte bianca inferiore dell'occhio, ma potrebbe essere scoperta solamente perché la bocca tende la pelle della palpebra inferiore fino a scoprire la parte inferiore dell'occhio; quindi è più indicativa la parte superiore rispetto a quella inferiore. Di solito l'occhio sorpreso è accompagnato da movimenti della bocca e della fronte; quando non è accompagnato da questi segni non è detto che si tratti di un'emozione di sorpresa.
Nella parte inferiore del viso la mascella ricade durante la sorpresa, separando denti e labbra. Si tratta comunque di una separazione fatta senza sforzo alcuno, infatti i muscoli della bocca sono rilassati, quasi come se la bocca si fosse aperta da sola. L'apertura può essere minima o massima, a seconda dell'intensità della sorpresa.
Esistono quattro tipi di sorpresa: 
- Sorpresa standard: fa uso di tutte le zone del viso;
- Sorpresa interrogativa: si realizza solamente con gli occhi e con le sopracciglia;
- Sorpresa sbalordita: si realizza con l'uso solamente della bocca e degli occhi;
- Sorpresa inebetita: si realizza con l'uso solamente delle sopracciglia e della bocca, senza alcun movimento degli occhi.

#### L'intensità della sorpresa
La sorpresa varia di intensità, da lieve a estrema: Quando la sorpresa è portata all'estremo si ha un tipo particolare di sorpresa chiamata reazione di trasalimento (startle reaction), con una mimica facciale diversa da quella che normalmente si ha in un'emozione di sorpresa: le palpebre sbattono, la testa indietreggia, le labbra si ritirano e c'è un movimento di sobbalzo. Nel caso di un cambio d'intensità dell'espressione di sorpresa, nonostante ci siano dei piccoli cambiamenti a livello delle sopracciglia e degli occhi. La parte inferiore del viso rivela quanto è intensa l'espressione. In caso di grande sorpresa si ha la massima apertura della bocca, di solito accompagnata da un'esclamazione.

### La mimica nella felicità
La felicità è l'emozione più desiderata, infatti le persone organizzano la propria vita in modo da avere più occasioni per essere felici. Esistono quattro tipi di felicità che si possono manifestare nel volto:
- Felicità da piacere: deriva dalle sensazioni fisiche positive;
- Felicità da eccitazione: avviene quando si è molto interessati a qualcosa;
- Felicità da sollievo: sopraggiunge alla fine di un dolore;
- Felicità del concetto di sé: deriva dal sentirsi apprezzati dagli altri.

La mimica di felicità si deve analizzare solamente in assenza di riso, perché quando è presente il riso è ovvio che il volto presenta un'espressione felice. L'espressione della felicità è caratterizzata da segni nella parte inferiore del viso e delle palpebre, mentre l'area della fronte e delle sopracciglia non interviene necessariamente.
Possiamo avere tre mimiche principali nella parte inferiore del viso: 
- Un sorriso a labbra unite;
- Le labbra leggermente aperte che lasciano intravedere i denti;
- Un sorriso a bocca aperta.

Nell'ultima forma di sorriso possono scoprirsi i denti superiori o i denti superiori e inferiori. Nell'espressione di felicità possono essere presenti due rughe che partono dal naso e arrivano agli angoli della bocca facendoli stirare: lo stiramento degli angoli della bocca è un segno dell'espressione di felicità. Si può anche sollevare la pelle sotto la palpebra inferiore, formando nell'occhio le "zampe di gallina". Nel sorriso a bocca aperta ci può essere un grande sollevamento delle guance, tanto da restringere gli occhi.
Per quanto riguarda la mescolanza con altre emozioni, la felicità si mescola spesso con la sorpresa, quando ad esempio avviene qualcosa d'inaspettato e positivo. In questo tipo particolare di mimica la bocca non è solo aperta come nella sorpresa, ma gli angoli delle labbra cominciano a sollevarsi come accade nel sorriso. La presenza simultanea delle due espressioni è segnalata da un misto tra gli elementi di felicità e gli elementi di sorpresa nella parte inferiore del viso. La mimica di lieta sorpresa dura poco, perché la sorpresa finisce e lascia posto alla felicità. L'espressione che indica la sorpresa appena passata può essere usata come espressione di saluto. In quest'ultimo caso gli occhi ben aperti possono presentarsi insieme al sorriso di benvenuto.

#### L'intensità della felicità
L'intensità della felicità va dall'essere lievemente soddisfatti all'essere pieni di gioia. La manifestazione di quest'emozione può essere silenziosa o rumorosa; un lieve sorriso sarà silenzioso mentre una grossa risata a bocca aperta sarà rumorosa. Ma l'intensità del sorriso non stabilisce quanto sia intensa la nostra felicità; si può essere estremamente felici e non sorridere affatto. Il sorriso, che fa parte della mimica di felicità, può essere usato anche al di fuori di quest'emozione, per nascondere altre emozioni, o per attenuare un'emozione. Il sorriso serve anche per ridurre la tensione. Se si sorride, molto probabilmente il sorriso verrà ricambiato. L'intensità della felicità dipende dalla posizione delle labbra: tanto più le labbra sono incurvate e aperte, tanto più si è felici. Il sorriso può anche essere molto meno marcato, quando è formato dalla lieve tensione e sollevamento degli angoli delle labbra, con le guance appena sollevate e il resto del viso neutro. Quando il sorriso è appena accennato non ci sono cambiamenti visibili nella palpebra inferiore.

### La mimica nella paura
Quando si prova paura si teme di subire un danno, sia fisico sia psicologico. La mimica della paura comprende le tre zone del viso, come nel caso della sorpresa: le sopracciglia si sollevano e si avvicinano, gli occhi sono ben aperti con la palpebra inferiore tesa e le labbra si stirano all'indietro.
Le sopracciglia, sollevate e riavvicinate, si differenziano dalla sorpresa perché sono meno incurvate; di solito il movimento delle sopracciglia si accompagna con il movimento della bocca e degli occhi.
Nella fronte appaiono rughe orizzontali, come nella sorpresa, ma le rughe non occupano tutta la fronte come in quest'ultimo caso.
Gli occhi sono ben aperti e tesi, con la palpebra inferiore contratta e quella superiore sollevata. La palpebra superiore è sollevata sia nella paura sia nella sorpresa, scoprendo la parte bianca al di sopra dell'iride. Mentre la palpebra superiore resta invariata, la palpebra inferiore si presenta tesa, a differenza di quanto accade con la sorpresa, in cui è rilassata. Essere tesa permette alla palpebra di coprire la parte bianca sotto l'iride.
La bocca nella paura si apre, con le labbra tese e stirate all'indietro. Per quanto normalmente l'espressione di paura della bocca sia accompagnata anche dai movimenti delle sopracciglia e degli occhi, ognuno di questi segnali può trovarsi anche da solo, facendo assumere all'espressione significati diversi. Se ad esempio la bocca assume un'espressione di paura e il resto del viso è neutro, più che paura l'espressione del viso rappresenterà ansia e preoccupazione, o uno stato precedente alla paura vera e propria. Se questo movimento della bocca compare e scompare velocemente, allora potrà voler dire che non si vuole far notare la propria paura.
Combinazione molto frequente è il misto tra sorpresa e paura, poiché molto spesso ciò che genera paura è anche inaspettato, quindi succede molto di frequente di essere impauriti e sorpresi allo stesso tempo. Nei casi dove si ha questo misto delle due emozioni è la paura a predominare.

#### L'intensità della paura
L'intensità della paura varia da una leggera inquietudine al terrore, e la variazione si può riscontrare nella mimica facciale; in particolare l'intensità viene notata negli occhi, e ancora di più nella bocca: negli occhi man mano che l'intensità aumenta si avranno le palpebre superiori sempre più sollevate e le palpebre inferiori sempre più tese; nella bocca si stirano sempre di più le labbra e l'apertura è maggiore. Non è detto che la paura si manifesti in tutte e tre le zone del viso: potrebbe manifestarsi in due zone, facendo rimanere la terza neutra. In questi casi si potranno avere le espressioni di apprensione e orrore. L'apprensione si verifica quando la parte inferiore del viso resta neutra, mentre l'orrore quando sono le sopracciglia a rimanere neutre.

### La mimica nel disgusto
Il disgusto è un'emozione che indica un sentimento di repulsione.
Per quanto riguarda la mimica, i segnali più importanti di un'espressione di disgusto si verificano nella bocca e nel naso, meno nelle palpebre e nelle sopracciglia. Il labbro superiore si presenta sollevato, quello inferiore può essere sia sollevato sia normale; il naso è arricciato, le palpebre inferiori sollevate e le sopracciglia abbassate.
Nella parte inferiore del volto il disgusto si presenta con il labbro inferiore a volte sollevato, il naso arricciato lungo i lati e nella parte superiore, insieme al movimento del labbro superiore. Quanto più il disgusto è accentuato, tanto più è arricciato il naso. Il labbro inferiore è leggermente spinto in avanti, e può anche non essere sollevato. Le guance sono sollevate, e questo produce un cambiamento nella palpebra inferiore, restringendo l'occhio e creando numerose pieghe nella zona immediatamente sottostante; il sopracciglio normalmente è abbassato. In alcuni rari casi si può usare l'espressione di disgusto per sottolineare una parola all'interno di una conversazione; non si sa bene perché alcuni adoperino l'espressione di disgusto in questo modo.
Il disgusto può essere misto a sorpresa; un'espressione del genere si può presentare quando si è disgustati da qualcosa di inatteso e la sorpresa non è ancora stata completamente cancellata. Può capitare che gli elementi del disgusto e della sorpresa si combinino in un'altra espressione che non è un misto tra i due messaggi, ma costituisce un'espressione nuova: l'incredulità. Il disgusto può mescolarsi anche alla paura: si può infatti aver timore di qualcosa di disgustoso. La mimica del disprezzo si manifesta come una variazione della bocca disgustata a labbra serrate.
Esistono tre tipi di espressione di disprezzo: 
- Unilaterale;
- Rappresentante lo scherno;
- Versione attenuata.

La versione unilaterale si realizza con le labbra lievemente serrate e un angolo della bocca sollevato. La versione dello scherno si realizza come la versione unilaterale, solo che in più è presente un accenno di sogghigno. La versione attenuata si realizza con un lato del labbro superiore appena sollevato, quasi impercettibile.

#### L'intensità del disgusto
La variazione di intensità nel disgusto si realizza così: se si tratta di un disgusto lieve, il naso sarà meno arricciato e il labbro superiore meno sollevato; nel caso di disgusto estremo il naso sarà il più arricciato possibile e il labbro superiore più sollevato; può capitare anche che nel caso di disgusto estremo la lingua si porti in avanti talmente tanto da fuoriuscire dalla bocca.

### La mimica della rabbia
La rabbia è l'emozione che ci fa provare sdegno o odio verso gli altri.
Per quanto riguarda la mimica del viso, nonostante ogni singola area del viso presenti piccoli segni che indicano la rabbia, se essi non compaiono in tutte e tre le aree principali del viso sarà difficile individuare l'espressione di rabbia in un volto. In un'espressione di rabbia di solito le sopracciglia si presentano abbassate e ravvicinate, le palpebre tese, gli occhi fissano duramente e le labbra sono serrate.
Nella rabbia le sopracciglia sono inclinate verso il basso o si abbassano restando orizzontali. Il ravvicinamento delle sopracciglia provoca rughe verticali tra le due sopracciglia. Non ci sono rughe orizzontali nella fronte quando nel volto è presente un'espressione di rabbia: qualsiasi ruga orizzontale che appare in fronte è da considerarsi ruga permanente, ovvero delle rughe sempre presenti nel volto, dovute all'età. Le sopracciglia aggrottate vengono di solito accompagnate da segni di rabbia nella bocca e negli occhi, ma a volte possono mostrarsi da sole in un viso neutro: in questo caso non rappresentano necessariamente rabbia.
Nella mimica di rabbia ci sono due tipi di occhio arrabbiato:
- Occhio aperto: la rabbia è lieve;
- Occhio chiuso: la rabbia è più intensa.

Ci sono due tipi di bocca nell'espressione di rabbia:
- Bocca a labbra serrate: si presenta quando si attacca fisicamente passando all'azione o quando si cerca di controllare la rabbia;
- Bocca aperta: si presenta quando si grida o si risponde a parole a un attacco.

Normalmente quest'ultimo aspetto della bocca si presenta insieme all'espressione irata della bocca e delle sopracciglia, ma si può presentare anche da solo; anche in questo caso il messaggio è ambiguo. Una bocca serrata può indicare controllare rabbia, oppure lieve irritazione, o anche uno sforzo fisico.
Se l'espressione di rabbia non coinvolge l'intero viso allora si creano espressioni ambigue. Esistono però due eccezioni: 
- Nel caso di una mescolanza tra rabbia e disgusto;
- Nel caso di una mescolanza tra rabbia e un'altra emozione, quando entrambe sono distribuite in tutte le parti del viso.

#### L'intensità della rabbia
L'intensità della rabbia può andare da una lieve irritazione al furore. Si può anche arrivare piano piano al furore, oppure esplodere di colpo. Dipende dalle persone quanto tempo ci vuole per far sbollire la rabbia: ad alcune passa immediatamente mentre ad altri impiegano ore, continuando a provare strascichi di collera. L'intensità della rabbia può manifestarsi nella tensione delle palpebre o nella sporgenza dell'occhio, oppure da quanto sono serrate le labbra; alle volte le labbra possono essere così serrate da provocare un rigonfiamento del mento. Nell'espressione di rabbia a bocca aperta la maggiore o minore apertura della bocca dipende dall'intensità.

### La mimica della tristezza
La tristezza è un sentimento di sofferenza.
Per quanto riguarda la mimica di tristezza, essa può presentare l'alterazione della palpebra superiore: è impossibile mostrare tristezza infatti solo con il movimento delle sopracciglia e della fronte, senza coinvolgere le palpebre superiori. L'espressione delle sopracciglia, di solito, accompagna anche il movimento della parte bassa del viso. Quando ciò non accade, l'espressione indica tristezza lieve, oppure il tentativo di attenuare un sentimento più profondo. La tristezza è più profonda quando la palpebra inferiore si solleva. Spesso nella tristezza lo sguardo è abbassato, soprattutto quando insieme alla tristezza si mescolano sentimenti quali vergogna o sensi di colpa.
Se la bocca rimane inespressiva c'è comunque un elemento che permette di individuare la tristezza, come le sopracciglia o le palpebre. La bocca è la parte del viso che crea più confusione, poiché l'espressione viene facilmente interpretata come disgusto o disprezzo: nella tristezza gli angoli della bocca saranno piegati all'ingiù.

#### L'intensità della tristezza
La tristezza varia d'intensità, da lievi sentimenti di malinconia all'estremo dolore del lutto. A livello estremo può non avere alcun segno evidente dell'espressione, a parte la perdita del tono facciale. Nella tristezza meno profonda e nel passaggio dal dolore acuto alla tristezza vera e propria sono presenti invece dei segni: gli angoli interni delle sopracciglia sono sollevati e ravvicinati, l'angolo interno della palpebra superiore è sollevato e può esserlo anche la palpebra inferiore; gli angoli della bocca sono piegati verso il basso e c'è un tremitio delle labbra. Un'intensità minore sarà rappresentata dal minore coinvolgimento delle aree facciali. A un certo livello compariranno nell'emozione il pianto e il tremito delle labbra, oppure un viso completamente inespressivo visto che si ha la perdita di tono muscolare del volto.

#### Le possibili mescolanze con la tristezza
La tristezza si può mescolare a diverse emozioni: la mescolanza di tristezza e paura si manifesta con le sopracciglia e le palpebre della tristezza e la bocca della paura. Un'espressione del genere si manifesterà quando dopo un evento triste si viene a sapere di un nuovo possibile pericolo. La mescolanza di tristezza e rabbia si manifesta con la bocca della tristezza e le sopracciglia, la fronte e gli occhi della rabbia. Un'altra combinazione potrebbe essere quella di tristezza e disgusto, usata ad esempio nella visione di un campo di battaglia, dove si combinano disgusto per la carneficina e tristezza per la perdita di vite umane. Essa si presenta con la fronte, le sopracciglia e le palpebre superiori della tristezza, e le palpebre inferiori e la bocca del disgusto. Infine, la tristezza si può combinare con la felicità, per esempio in espressioni di nostalgia per ricordi ormai passati. L'espressione di nostalgia si presenta con la fronte e le sopracciglia della tristezza, e la bocca dell'espressione della felicità.

## Fingere con la mimica facciale
Il fingere con le espressioni, ovvero il mascherare le emozioni che si provano in un determinato momento, è qualcosa che si acquisisce fin da bambini. Infatti ai bambini si insegna, oltre a quello che non si deve dire, anche quali facce non fare. Se a un bambino si chiede di sorridere a un signore gentile, non si richiede soltanto l'inibizione dell'emozione, ma anche di assumere espressioni false. Tuttavia non è affatto semplice fingere con la mimica facciale; questo perché siamo più abituati a mentire con le parole che con il volto. Le ragioni di questo possono essere varie; in primo luogo la società dà più importanza alle parole che ai segni del volto, perché è molto più difficile individuare un'espressione nel volto che ascoltare il tono delle parole per capire se ciò che ci è stato detto è effettivamente vero. In secondo luogo è più facile falsificare le parole rispetto ai segni del volto. Ne consegue che si può scrivere ciò che si intende dire, riformulare le parole, quindi mentire a proprio piacimento. Questo non è possibile invece nel caso delle espressioni, poiché sono involontarie, a differenza delle parole.
Esiste una serie di regole utili per capire se una persona sta mentendo o meno:
1. Gli occhi non mentono;
2. Se una persona dichiara un'emozione a parole, ma il viso mostra indifferenza, dubitare dell'emozione;
3. Se mentre si dichiara un'emozione negativa a parole, si sorride, si può credere al sorriso o alle parole a seconda della situazione;
4. Se il viso mostra un'emozione che le parole non trasmettono, credere al viso, ancora di più se le parole lo contraddicono.

### Perché fingere?
Ci sono essenzialmente quattro ragioni che spingono la persona a fingere e sono collegate tutte con le regole di esibizione, ovvero la necessità di controllare la mimica facciale in particolari situazioni. Le regole sono le seguenti:
- Regole culturali di esibizione;
- Regole di esibizione personali;
- Regole di esibizione professionali;
- Regole di esibizione dettate dall'esigenza personale di un particolare momento.

Le regole culturali di esibizione si applicano quando la persona si trova in una determinata situazione sociale, ad esempio un matrimonio o un funerale. Nel caso del matrimonio la sposa e i suoi genitori sono autorizzati a piangere, mentre lo sposo no. L'uomo in società non deve piangere secondo le regole di esibizione culturali, può essere solamente triste, anche se non nel giorno del suo matrimonio. Nel caso del funerale invece chi aveva un rapporto più stretto col defunto è autorizzato a disperarsi, mentre se un lontano parente lo facesse più dei parenti più stretti la cosa non sarebbe socialmente accettabile. Le regole di esibizione personale sono state impresse nell'educazione delle persone e si tratta di regole soggettive; il non rispondere a un superiore è un esempio di regola di esibizione personale. Le regole di esibizione professionali si usano per esigenza professionale: un attore deve essere in grado di controllare la propria mimica facciale, insieme con avvocati, diplomatici, venditori e anche insegnanti. Le ultime regole di esibizione da analizzare sono quelle dettate da un particolare momento per esigenza personale: una persona che è stata appena arrestata e che si dichiara innocente cerca di controllare la propria mimica facciale per far credere alla sua innocenza; quest'ultima regola è naturalmente la più mal vista poiché la finzione è dettata da esigenza personale.

### Come fingere?
Esistono tre tecniche per controllare la mimica facciale: la specificazione, la modulazione e la falsificazione. La specificazione (o rettifica) si esegue quando a un tipo di mimica facciale ne segue immediatamente un'altra, sia per motivi di regole di esibizione culturali o come espressione autentica di una seconda emozione. Se un individuo è spaventato e presenta le espressioni facciali della paura, può far seguire a essa un sorriso, per indicare di avere la paura sotto controllo. Lo stesso accade per l'espressione della rabbia; se ad esempio una persona è infuriata con un'altra, può far capire che nonostante sia infuriato con essa, tiene la rabbia sotto controllo. Anche nella tristezza si ha la stessa situazione: un sorriso dopo un'espressione triste indica che piano piano l'individuo si sta riprendendo, oppure vuole compiacere gli altri. La specificazione più usata è il sorriso, aggiunto come commento a un'espressione negativa.
 La modulazione, invece, riguarda l'intensità con cui viene realizzata un'espressione. Esistono tre metodi per regolare l'intensità di un'espressione: 
- La durata dell'espressione;
- Il cambiamento delle estensioni delle aree facciale in cui si verifica l'espressione;
- La contrazione dei muscoli interessati.

Infine la falsificazione; esistono tre tipi di falsificazione: 
- Simulazione;
- Neutralizzazione;
- Mascheramento.

Nel caso della simulazione l'individuo che non prova emozioni cerca di simularne una per via delle regole di esibizione sociali. La neutralizzazione è il caso opposto alla simulazione, infatti si cerca di sembrare indifferenti quando si prova un'emozione che non vogliamo mostrare agli altri: si tratta di una riduzione di intensità spinta all'estremo. Nel caso del mascheramento, invece, viene simulata un'emozione inesistente per coprire l'emozione autentica; viene preferito alla neutralizzazione perché è molto più semplice cercare di nascondere un'emozione sostituendola a un'altra piuttosto che neutralizzarla del tutto.

### Come individuare chi finge?
Esistono quattro parametri per individuare un tentativo di mascheramento o di falsificazione delle emozioni: morfologia, tempi, collocazione e microespressioni.

#### Morfologia
Per morfologia si intende la particolare configurazione del viso quando si manifestano nel volto le emozioni primarie. Quando una persona cerca di controllare la propria mimica cerca di controllare più la bocca che gli occhi o la fronte. Questo può dipendere da due motivi: 
- Si cerca di controllare la bocca perché ha un ruolo fondamentale nel parlare;
- Le persone cercano di inibire tutto ciò che esce dalla loro bocca nelle espressioni più incontrollate delle emozioni.

Alcuni segni del viso che costituiscono le espressioni emotive vengono usati come emblemi: gli emblemi sono dei segni che, appena vengono avvistati nel volto di una persona, si riconoscono non come parti di un'espressione ma come segni convenzionali. Se una determinata parte della mimica facciale funge anche da emblema, allora diventa difficile capire se si tratti di un'emozione autentica o di simulazione. Normalmente la morfologia si presenta così nelle emozioni primarie: 
- Felicità: è l'unica emozione che non dà luogo a particolari mosse delle sopracciglia e della fronte, quindi, se viene simulata, la mancata partecipazione di queste zone all'espressione di felicità è indifferente per capire se si tratti di un'emozione autentica. Per lo stesso motivo, se quest'emozione viene usata per coprire altre espressioni, nella zona delle sopracciglia o della fronte, l'espressione che si cerca di mascherare viene rivelata. Quando invece si cerca di attenuare un'espressione di felicità restano delle tracce nelle guance appena sollevate e nell'incresparsi delle labbra e delle palpebre inferiori, quindi anche se non è presente il sorriso è possibile individuarla.
- Sorpresa: è un'emozione facile da simulare, poiché il movimento della bocca e delle sopracciglia, che identifica l'espressione di quest'emozione, è usato anche come emblema. Un indizio di sorpresa simulata potrà essere fornito dalle palpebre, che non si presenteranno aperte ma saranno rilassate; queste espressioni di piacere però possono anche indicare una sorpresa più lieve o inebetita, ma il giudicare se le espressioni di piacere siano davvero un indizio di simulazione o meno dipende dal contesto in cui viene usata l'espressione. La sorpresa viene usata spesso per mascherare la paura, poiché presenta una mimica facciale molto simile in caso di finzione. La sorpresa può servire anche a nascondere altre emozioni, ad esempio se ci viene raccontata una cosa per cui provare dispiacere e si è felici, si può nascondere la nostra felicità con un'espressione di sorpresa.
- Paura: bisogna vedere se l'area della fronte e delle sopracciglia rimane inespressiva. L'inespressività della fronte e delle sopracciglia potrebbe essere un indizio di simulazione, ma potrebbe anche indicare uno spavento più inorridito: il giudizio dipende dal contesto. Se si manifesta un'espressione di paura e successivamente si mostra un sorriso, probabilmente il sorriso è un segno di simulazione di paura, a meno che il contesto non suggerisca che ci possa essere felicità e paura insieme. Se invece, al contrario, è la mimica di paura a essere usata per mascherare una differente emozione, allora questa si rivelerà nell'area della fronte e delle sopracciglia.
- Rabbia: la rabbia è molto semplice da simulare, infatti il coinvolgimento o meno delle diverse zone facciali non offre chiari indizi rivelatori, poiché, anche se la zona della fronte e delle sopracciglia non partecipa al controllo della mimica, l'aggrottare delle sopracciglia rappresenta chiaramente un emblema di rabbia. Anche nel simulare la rabbia con la parte inferiore del viso non si trovano grandi difficoltà: bocca chiusa a labbra serrate. Più difficile da simulare è la tensione della palpebra inferiore (indizio molto sottile, poiché difficile da individuare nel volto). Quando si finge un'altra emozione per nascondere la rabbia, ci saranno degli elementi evidenti nella tensione delle palpebre inferiori e nello sguardo fisso.
- Disgusto: emozione facile da simulare, perché presenta ben tre emblemi: arricciare il naso, sollevare un angolo della bocca o il labbro superiore. La zona della fronte e delle sopracciglia è molto secondaria e superficiale, e può anche non essere presa in considerazione, in quanto la partecipazione di questa zona all'espressione può anche non essere presa in considerazione. Quando è usato per mascherare un'altra emozione, il disgusto copre soprattutto la rabbia. Quest'ultima potrebbe rivelarsi nelle sopracciglia, in cui oltre all'abbassamento si ha anche un riavvicinamento, oppure nello sguardo duro con le palpebre tese, insieme alla smorfia di disgusto del naso e della bocca. Probabilmente si riuscirà facilmente a mascherare il disgusto, visto che l'unico elemento forte nella mimica del disgusto è nella parte inferiore del viso, e che essa è facilmente controllabile; al massimo resterà una traccia dell'espressione del disgusto nel labbro superiore sollevato o nel naso arricciato.
- Tristezza: quando si simula la tristezza normalmente si atteggia la bocca e si abbassa lo sguardo. Il non usare la parte superiore del viso, come i muscoli della fronte, sopracciglia e palpebra superiore indica la simulazione. Anche in questo caso, come nella paura, la parte superiore del viso è abbastanza di indizi che permettono di riconoscere la simulazione. Se la mimica di tristezza delle sopracciglia e della fronte rientrano nel repertorio mimico abituale di una persona allora si compromette la possibilità di scoprire la simulazione. Quando l'espressione di tristezza è di lieve intensità la piega della sopracciglia e della palpebra superiore è l'unico elemento che potrebbe indicare l'autenticità del sentimento. Quando viceversa viene usata per camuffare un'espressione differente, l'area della fronte e delle sopracciglia non viene coperta dalla maschera della tristezza.

#### Tempi
Il controllo esercitato dalla mimica facciale può essere notato anche considerando il tempo di avvio, durata e scomparsa di un'emozione. Non si può indicare per una determinata emozione un tempo preciso: il tempo di una qualsiasi emozione deriva dal contesto in cui viene mostrata, ma i tempi ottenuti considerando le singole situazioni sono molto precisi. Ad esempio, tutti possono fingere divertimento, ma fingere divertimento in continuazione potrebbe svelare che in realtà non ci si diverte affatto.

#### Collocazione
La collocazione è strettamente legata ai tempi di un'espressione. Per collocazione si intende il preciso momento in cui viene realizzata l'espressione nel volto rispetto alle parole o ai movimenti del corpo. In altre parole, se ad esempio per indicare collera si dice "Mi hai scocciato" e si mostra un'espressione di rabbia qualche secondo dopo, è chiaro che l'espressione non risulta credibile; se invece è mostrata prima di pronunciare le parole dette in precedenza risulta credibile perché si dà l'impressione che l'emozione preceda l'espressione. Per quanto riguarda i movimenti corporei ci vuole ancora più precisione: Se dopo aver detto "Mi hai scocciato" dopo cinque secondi si sbatte il pugno sul tavolo, l'espressione è totalmente non credibile.

#### Microespressioni
Le microespressioni si producono quando si attenua o si cerca di nascondere un'emozione. Sono tipicamente incastonate dal movimento e normalmente seguono i tentativi di mascheramento dell'emozione. La maggior parte delle persone non le vede nemmeno, in quanto si realizzano in 1/25 di secondo; solo un occhio ben allenato è in grado di vederle; tuttavia anche se si è in grado di vederle questo non vuol dire che si sia in grado di riconoscere l'emozione a cui si riferiscono.